# Cavarinos
Cavarinos est un roi des Sénons, peuple installé dans le centre de la Gaule (approximativement l’actuel département de l’Yonne).

## Famille
Ses ancêtres ont été rois des Sénons. Il a un frère, Moritasgos, qui est son prédécesseur en tant que roi des Sénons.

## Biographie
En -58/-57, il est nommé par César, roi des Sénons, et remplace son frère Moritasgos, alors roi, et qui a été destitué par César.

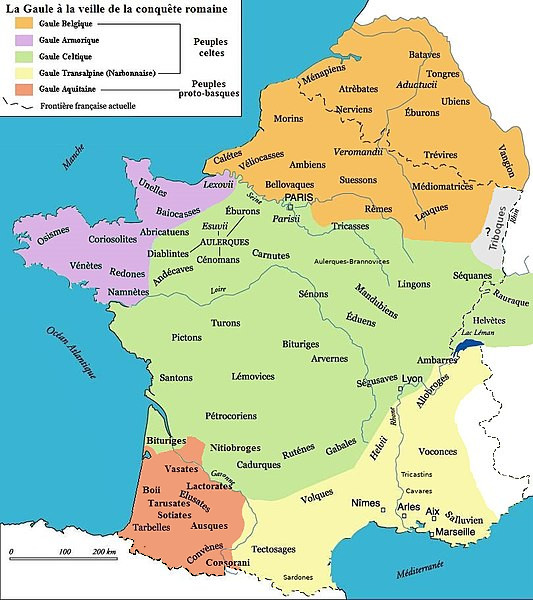
Carte des peuples celtes de Gaule.

Il a été lui-même chassé par le sénat Sénons, en 54 av. J.-C.
« César, après avoir fait venir près de lui les princes de chaque cité, effraya les uns en leur déclarant qu'il était instruit de leurs desseins, fit aux autres des exhortations, et contint dans le devoir une grande partie de la Gaule.
Cependant les Sénons, un des peuples gaulois les plus puissants et qui jouit parmi les autres d’une grande autorité, voulurent mettre à mort, par décision du sénat, Cavarinos, que César leur avait donné pour roi, dont le frère Moritasgos régnait quand César arriva en Gaule, et dont les ancêtres avaient été rois ; comme il s’était douté de leurs intentions et avait pris la fuite, ils le poursuivirent jusqu’à la frontière, le détrônèrent et le bannirent ; puis ils envoyèrent des députés à César pour justifier leur conduite, et comme celui-ci avait ordonné que tout le sénat vînt le trouver, ils n’obéirent point. Les Barbares étaient si fiers d'avoir trouvé parmi eux un peuple qui eût osé le premier faire la guerre aux Romains, et cela avait produit un tel changement dans l'opinion générale, qu'à l'exception des Héduens et des Rèmes, que César considéra toujours singulièrement, les uns pour leur ancienne et constante fidélité au peuple romain, les autres pour leurs services récents dans cette guerre, il n'y eut presque pas une cité qui ne nous fût suspecte. »
— Jules César, Commentaires sur la Guerre des Gaules, Livre V, 54.

## Sources et bibliographie
- Venceslas Kruta, Les Celtes, Histoire et Dictionnaire, page 528, Éditions Robert Laffont, coll. « Bouquins », Paris, 2000,  (ISBN 2-7028-6261-6)
- John Haywood (intr. Barry Cunliffe, trad. Colette Stévanovitch), Atlas historique des Celtes, éditions Autrement, Paris, 2002,  (ISBN 2-7467-0187-1)
- Albert Grenier, Les Gaulois, Petite bibliothèque Payot, Paris, 1970,  (ISBN 2-228-88838-9)
- Danièle et Yves Roman, Histoire de la Gaule, Librairie Arthème Fayard, Paris, 1997,  (ISBN 2-7028-1646-0)
- Consulter aussi la bibliographie sur les Celtes.

## Wikisource
- Jules César, Commentaires sur la guerre des Gaules, Livre V